# 赫爾馬尼夫卡 (基輔州)
49°59′35″N 30°33′22″E / 49.99306°N 30.55611°E
赫爾馬尼夫卡（烏克蘭語：Германівка）是位於烏克蘭北部的村莊，由基辅州奧布希夫區的奧布希夫市鎮負責管轄。該村始建於1096年，面積0.57平方公里，海拔高度141米，2001年人口1,667，人口密度每平方公里2.95人。